# Leoben
Leoben er en by i det centrale Østrig, med et indbyggertal (pr. 2007) på cirka 25.000. Byen ligger i delstaten Steiermark, ved bredden af floden Mura.